# Babice (Prachaticei járás)
Babice (németül:  Bowitz) község (obec) Csehország Dél-csehországi kerületének Prachaticei járásában. Területe 5,8 km², lakosainak száma 94 (2009. 12. 31). A falu Prachaticétől mintegy 17 km-re keletre, České Budějovicétől 20 km-re nyugatra, és Prágától 119 km-re délre fekszik.
A település első írásos említése 1259-ból származik.

## Az önkormányzathoz tartozó települések
- Babice
- Zvěřetice

## Népesség
A település népessége az elmúlt években az alábbi módon változott:
| Lakosok száma | 295  | 253  | 276  | 143  | 65   | 88   | 108  | 135  | 134  | 161  |
|               | 1869 | 1900 | 1921 | 1961 | 1980 | 2011 | 2016 | 2019 | 2021 | 2024 |

## Külső hivatkozások
- A település honlapja